# Joal
Joal (* 24. August 1965 in Bremerhaven als Annette Stangenberg) ist eine deutsche Sängerin und Musiktherapeutin.

## Hintergrund
Annette Stangenberg besitzt eine musikalische Ausbildung an Klavier, Akkordeon, Gitarre und Gesang. Als Joal veröffentlichte sie ihr erstes Musikalbum, Joal, 1989 bei WEA Records. Produzenten des Albums waren Tommy Hansen, Tommy Newton, und sie selbst. 1993 erschien das Album Who’s Got the Feeling, an dessen Aufnahme unter anderem Pascal Kravetz, Fritz Randow, Jocelyn B. Smith, Hans Wintoch und Kai Hansen mitwirkten. Die Produktion übernahmen Joal, Tommy Hansen und Michael Gerlach. In Rock Hard wurde sie nach der Veröffentlichung mit Sandi Saraya (Saraya) verglichen.
Daneben war sie als Studiomusikerin an den Aufnahmen zahlreicher Werke anderer Künstler beteiligt, unter anderem für das Album Ra von Eloy, bei Gamma Ray, Sargant Fury, Zeno und Al Bano & Romina Power.
Annette Stangenberg arbeitet als Musiktherapeutin in einer psychiatrischen Tagesklinik in Kiel sowie in einer Praxis in Hamburg.

## Diskografie
- 1989: Joal
- 1993: Who’s Got the Feeling